# Хрещатик (готель)
«Хрещатик» — П’ятизирковий  готель Києва заснований у 1985 році. Вважається одним із найпрестижніших готелей світу.

## Основні параметри
Розташований у самому центрі Києва, на вулиці Хрещатик біля Майдану Незалежності, неподалік від Кабінету Міністрів, Верховної Ради, Національного Банку, Софіївського собору і Михайлівського Золотоверхого монастиря.

## Інфраструктура
Остання реконструкція номерів зроблена у 2012 році. Кожний номер обладнаний кондиціонером та системою управління звуком та світлом. 4 Конференц-зали на 20-100 осіб та Гранд Хол до 500 осіб.
Номери:
- одномісний стандарт;
- двомісний стандарт;
- напівлюкс стандарт;
- одномісний престиж;
- двомісний престиж;
- напівлюкс престиж;
- люкс престиж;
- апартаменти престиж.